# Olle Åkerlund
Olle Erik Curys Åkerlund (ur. 28 września 1911 w Göteborgu, zm. 4 lutego 1978 w Sztokholmie) – szwedzki żeglarz, olimpijczyk, zdobywca złotego medalu w regatach na Letnich Igrzyskach Olimpijskich 1932 w Los Angeles.
Na Letnich Igrzyskach Olimpijskich 1932 zdobył złoto w żeglarskiej klasie 6 metrów. Załogę jachtu Bissbi tworzyli również Åke Bergqvist, Tore Holm i Martin Hindorff.